# Ravine Bamboo
Die Ravine Bamboo ist ein kurzer Bach an der Ostküste von Dominica im Parish Saint David.

## Geographie
Die Ravine Bamboo entspringt am Nordöstlichsten Kraterrand von Saint Sauveur, fließt nach Nordosten und durchquert Morpo, wo sie zwischen Pointe Zicac und Pointe Georgie in den Atlantik mündet. Der Bach nimmt zahlreiche kleinste Quellbäche auf, die meistens in der Nähe der Küstenstraße entspringen. Er ist ca. 1,6 km lang.